# 薩坎切區
7°04′53″S 76°42′17″W / 7.0815°S 76.7046°W
薩坎切區（西班牙語：Distrito de Sacanche），是秘魯的一個區，位於該國中北部聖馬丁大區的瓦亞加省，始建於1936年5月20日，面積143.2平方公里，海拔高度272米，2005年人口2,967，人口密度每平方公里21人。